# Krainiți, Kiustendil
Krainiți (în bulgară Крайници) este un sat în comuna Dupnița, regiunea Kiustendil,  Bulgaria. 

## Demografie
Componența etnică a satului Krainiți
     Romi (2,61%)
     Bulgari (81,11%)
     Nicio identificare (16,27%)
     Altele (0%)
La recensământul din 2011, populația satului Krainiți era de 1.954 locuitori. Din punct de vedere etnic, majoritatea locuitorilor (81,11%) erau bulgari, cu o minoritate de romi (2,61%). Pentru 16,27% din locuitori nu este cunoscută apartenența etnică.